# Żur

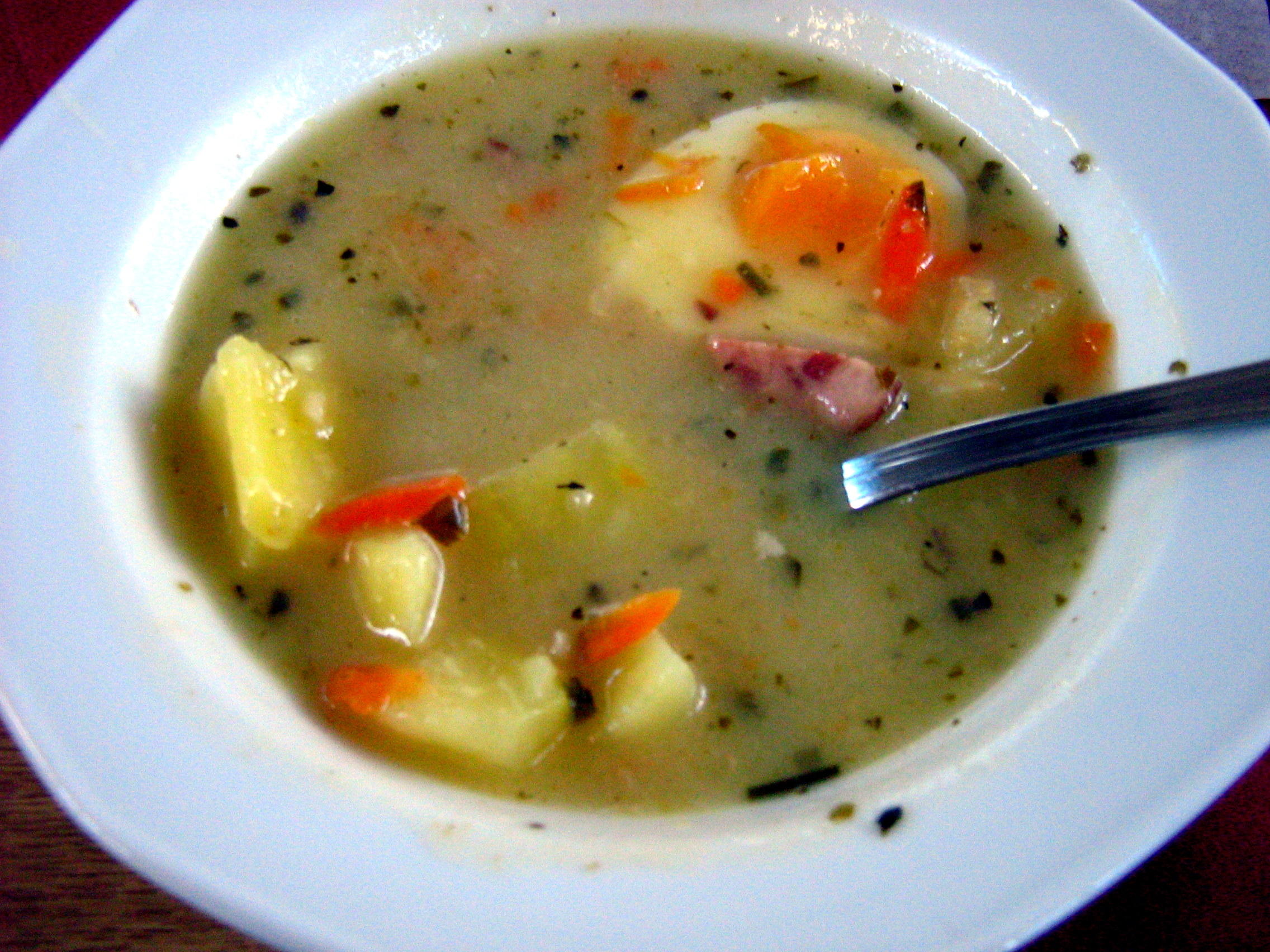
Żur mit Kartoffeln und Ei

Żur [ˈʒur] oder żurek [ˈʒurɛk] (Polnisch, oberschlesisch: Saurer Jur; hochdeutsch: Sauermehlsuppe) ist eine aus der Schlesischen Küche stammende saure Mehlsuppe auf der Basis einer Sauerteigbrühe. Entlang der polnischen Grenze ist sie teilweise auch in Belarus, der Slowakei und Tschechien bekannt. Die Suppe kann mit Milch gefärbt (in der Fastenzeit) oder auch mit Fleisch, Gemüse oder trockenen Pilzen gekocht werden. Eine Möglichkeit ist, sie mit Wurst, geräuchertem Schweinespeck, Schweinerippchen oder Schweineschwänzen zuzubereiten. Zum Schluss wird ihr meist ein hartgekochtes Ei hinzugegeben.
Typische Zutaten sind:
- Kefir oder Buttermilch
- Mehl
- Knoblauch
- Kartoffeln
- Kabanosy
- Majoran

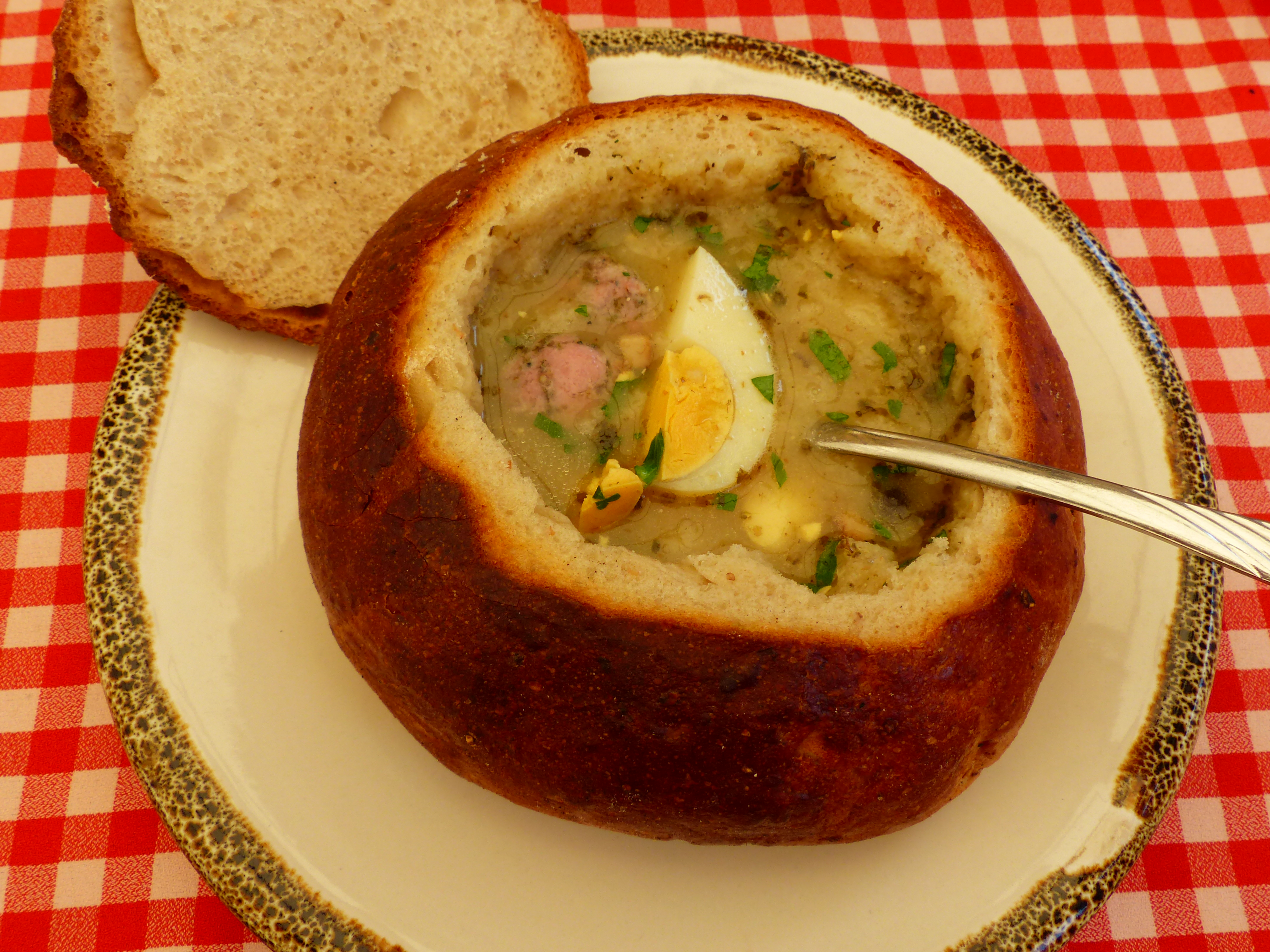
Żurek im Brot serviert

Der polnische Name żur leitet sich vom deutschen Wort sauer (früher sūr) ab. Da man für diese Suppe wenig Zutaten braucht, diese oft kostengünstig sind und man größere Mengen davon kochen kann, war die Suppe vor allem bei der armen Bevölkerung sehr beliebt; wegen der großen Menge an Kohlenhydraten ist sie sehr nahrhaft. Im Polnischen wird der Spruch z żuru, chłop jak z muru („Vom Żur ist der Mann wie eine Mauer.“) dieser Spezialität fest zugeordnet. Heute ist dieses Gericht in Polen sehr populär und wird als Tütensuppe verkauft. Entlang der polnischen Grenze wird in Tschechien eine ähnliche Suppe zubereitet, die als Kyselo bekannt ist. Eine ähnliche Suppe der böhmischen Küche ist die Kulajda.
Żur wird in Polen traditionell zu Ostern als Ostersuppe zubereitet.